# Hands Up! (1918)

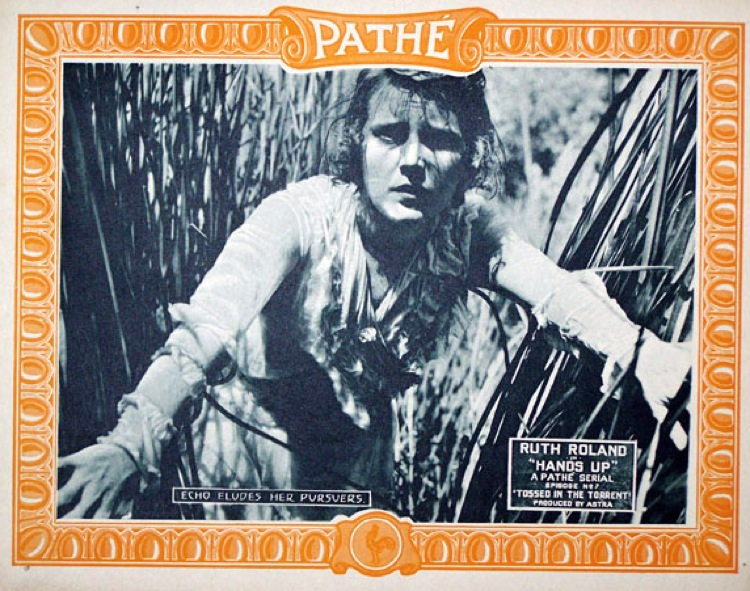
Cena do seriado, apresentando Ruth Roland no episódio nº 7, Tossed Into the Torrent.

Hands Up! é um seriado estadunidense de 1918, dirigido por Louis J. Gasnier e James W. Horne, em 15 capítulos, categoria aventura. Produzido pela Astra Film Corporation e distribuído pela Pathé Exchange, foi estrelado por Ruth Roland e George Larkin. Veiculou nos cinemas dos Estados Unidos entre 18 de agosto e 21 de novembro de 1918.
Este seriado é considerado perdido, e apenas um filme promocional se encontra no UCLA Film and Television Archive.

## Sinopse

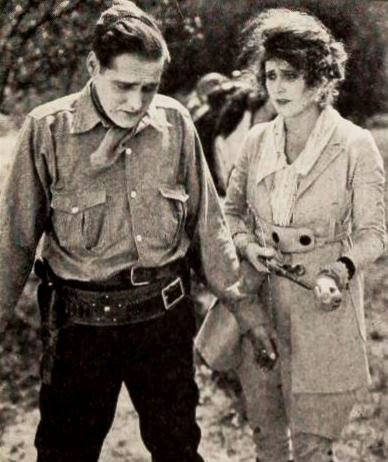
Cena do seriado Hands Up! Apresentando George Larkin e Ruth Roland

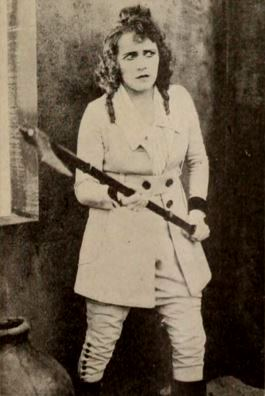
Cena do seriado Hands Up! Apresentando Ruth Roland

Uma jornalista encontra vários problemas quando uma tribo Inca acredita que ela seja a reencarnação de sua princesa há muito tempo perdida.

## Elenco
- Ruth Roland - Echo Delane
- George Larkin - Hands Up
- George Chesebro - Hands Up
- Easter Walters - Judith Strange
- William A. Carroll - Sam Killman / Omar
- George Gebhardt - Envoy
- W. E. Lawrence - Príncipe Pampas (creditado William E. Lawrence)
- Thomas Jefferson
- Monte Blue

## Capítulos
1. Bride of the Sun
2. The Missing Prince
3. The Phantom and the Girl
4. The Phantom's Trail
5. The Runaway Bride
6. Flames of Vengeance
7. Tossed Into the Torrent
8. The Fatal Jewels
9. A Leap Through Space
10. The Sun Message
11. Stranger from the Sea
12. The Silver Book
13. The Last Warning
14. The Oracle's Decree
15. The Celestial Messenger